# Казарин, Игорь Юрьевич
Игорь Юрьевич Казарин (род. 5 января 1972, Новосибирск) — советский и российский игрок в хоккей с мячом, нападающий. Мастер спорта России (1996).

## Карьера
Заниматься хоккеем с мячом начал в 1979 году в Новосибирске в школе «Зари», с 1986 года — в школе «Сибсельмаша».
В начале спортивной карьеры считался одним из самых одарённых игроков отечественного хоккея с мячом.
Большую часть игровой карьеры провёл в составе «Сибсельмаша», выступая за команду с 1988 по 1993, с 1995 по 2005 год. Также в эти годы играл и за другие команды Новосибирска: в сезоне 1989/90 за «Комету» (вторая лига чемпионата СССР), в сезоне 1995/96 за «Спартак» (первая лига чемпионата России).
Несколько сезонов был капитаном «Сибсельмаша».
С 1993 по 1995 год был игроком команды «Шахтёр» (Ленинск-Кузнецкий).
С сезона 2005/06 по сезон 2008/09 играл за команду «Сибсельмаш-2» (первая лига чемпионата России) в качестве играющего тренера, в сезоне 2009/10 — тренер команды.
Возглавляет список лучших бомбардиров «Сибсельмаша» в чемпионатах СССР, СНГ, России — 220 мячей.
В дальнейшем остался в структуре клуба, работая в «Сибсельмаше» массажистом, администратором, в службе безопасности клуба, специалистом по подготовке спортивного инвентаря.

## Достижения
«Сибсельмаш»
 Серебряный призёр чемпионата России (2): 1995/96, 1996/97 

 Финалист Кубка России: 1995/96 

 Серебряный призёр Спартакиады народов РСФСР: 1989 ( в составе сборной Новосибирской области) 

 Чемпион СССР среди юниоров: 1987 

 Чемпион СССР среди юношей: 1988 

 Серебряный призёр чемпионата России по мини-хоккею: 1997 

 Бронзовый призёр чемпионата России по мини-хоккею (2): 1999, 2004 

Сборная СССР (до 19 лет, до 17 лет)
 Серебряный призёр чемпионата мира среди юниоров: 1990 

 Серебряный призёр чемпионата мира среди юношей: 1989 
Личные
В списке 22-х лучших игроков сезона: 1997

## Статистика выступлений в чемпионатах СССР, СНГ, России
| Сезон     | Клуб                               | И   | М   | П  | О   |
| --------- | ---------------------------------- | --- | --- | -- | --- |
| 1988/1989 | Сибсельмаш (Новосибирск)           | 2   | 0   |    | 0   |
| 1989/1990 | Сибсельмаш (Новосибирск)           | 10  | 0   |    | 0   |
| 1990/1991 | Сибсельмаш (Новосибирск)           | 24  | 17  |    | 17  |
| 1991/1992 | Сибсельмаш (Новосибирск)           | 25  | 13  |    | 13  |
| 1992/1993 | Сибсельмаш (Новосибирск)           | 25  | 6   |    | 6   |
| 1993/1994 | Шахтёр (Ленинск-Кузнецкий)         | 26  | 20  |    | 20  |
| 1994/1995 | Шахтёр (Ленинск-Кузнецкий)         | 24  | 17  |    | 17  |
| 1995/1996 | Сибсельмаш-Металлург (Новосибирск) | 18  | 9   |    | 9   |
| 1996/1997 | Сибсельмаш-Металлург (Новосибирск) | 29  | 28  |    | 28  |
| 1997/1998 | Сибсельмаш-Металлург (Новосибирск) | 30  | 26  |    | 26  |
| 1998/1999 | Сибсельмаш (Новосибирск)           | 22  | 19  |    | 19  |
| 1999/2000 | Сибсельмаш (Новосибирск)           | 24  | 22  | 10 | 32  |
| 2000/2001 | Сибсельмаш (Новосибирск)           | 25  | 16  | 6  | 22  |
| 2001/2002 | Сибсельмаш (Новосибирск)           | 24  | 14  | 6  | 20  |
| 2002/2003 | Сибсельмаш (Новосибирск)           | 22  | 15  | 0  | 15  |
| 2003/2004 | Сибсельмаш (Новосибирск)           | 24  | 20  | 0  | 20  |
| 2004/2005 | Сибсельмаш (Новосибирск)           | 26  | 15  | 2  | 17  |
| Всего     | 17 чемпионатов                     | 380 | 257 | 24 | 281 |

Примечание: Статистика голевых передач ведется с сезона 1999/2000
В чемпионатах СССР, СНГ, России забивал мячи в ворота 30 команд
```
 1.Саяны             = 24 мяча 16.Старт             =  7
 2.Маяк              = 21      17.Металлург Б.      =  6
 3.Кузбасс           = 17      18-19.Черемшан       =  5
 4-6.Байкал-Энергия  = 16      18-19.Волга          =  5
 4-6.СКА-Нефтяник    = 16      20-23.Северониель    =  4
 4-6.Юность О.       = 16      20-23.Строитель С.   =  4
 7.Енисей            = 14      20-23.Север          =  4
 8-10.СКА-Свердловск = 12      20-23.СКА-Забайкалец =  4
 8-10.Водник         = 12      24-25.Заря Н.        =  3
 8-10.Агрохим        = 12      24-25.Лесохимик      =  3
11.Уральский трубник = 11      26-28.Родина         =  2
12.БСК               =  9      26-28.Восток         =  2
13-15.Динамо М       =  8      26-28.Шахтёр Л-К     =  2
13-15.Зоркий         =  8      29-30.Динамо А-А     =  1
13-15.Динамо-Казань  =  8      29-30.Вымпел         =  1
```

В чемпионатах СССР, СНГ, России количество мячей в играх
по 1 мячу забивал  в 113 играх 

по 2 мяча забивал  в  49 играх 
 
по 3 мяча забивал  в  14 играх 
 
по 4 мяча забивал  в   1 игре 
 
Свои 257 мячей забросил в 177 играх, в 203 играх мячей не забивал.

### Комментарии
1. ↑  Количество игр и голов за клуб(ы) в высшем дивизионе чемпионатов СССР/СНГ/России